# (185535) Gangda
(185535) Gangda est un astéroïde de la ceinture principale.

## Description
(185535) Gangda est un astéroïde de la ceinture principale. Il fut découvert le 28 novembre 2007 à XuYi par le programme de relevé astronomique d'objets géocroiseurs de l'observatoire de la Montagne Pourpre (PMO NEO). Il présente une orbite caractérisée par un demi-grand axe de 2,57 UA, une excentricité de 0,25 et une inclinaison de 6,5° par rapport à l'écliptique.

## Compléments